# スウィート・スムース・ステイトメント
「スウィート・スムース・ステイトメント」は1990年3月21日に発売された甲斐よしひろ7thシングル。

## 概要
表題曲は、オリジナル・アルバム『エゴイスト』の先行シングルで、NTTの携帯電話 TV-CFソングに使用された。
カップリング2曲は、アルバム未収録ライブ・バージョンを収録している。

## 収録曲
- 全作詞・作曲：甲斐よしひろ

1. スウィート・スムース・ステイトメント
2. ナイト・ウェイブ〜破れたハートを売り物に （LIVE）1988.12.28 サウンドコロシアムMZA有明にて
3. かりそめのスウィング （LIVE）1989.12.20 マイカル本牧アポロシアターにて